# إيدا إنجل
إيدا إنجل (بالإنجليزية: Ida Engel)‏ هي ممثلة أمريكية، ولدت في 20 يوليو 1903، وتوفيت في 30 أبريل 2002.